# Negendoornige wintersteenvlieg
De negendoornige wintersteenvlieg (Taeniopteryx schoenemundi) is een steenvlieg uit de familie vroege steenvliegen (Taeniopterygidae). De wetenschappelijke naam van de soort is voor het eerst geldig gepubliceerd in 1923 door Mertens.

## Verspreiding in Nederland
In 2010 bij de Roer in Zuid-Limburg was de eerste vondst in Nederland. In 2020 werden bij de Roer en de Swalm larven en vervellingen van de negendoornige wintersteenvlieg aangetroffen. De dichtstbijzijnde vindplaatsen zijn bij de Belgische Ourthe.
1. ↑  Wintersteenvliegen door zacht weer nu ook echt in de winter. via Naturetoday van 29 januari 2020